# Evan Rankin
Evan Rankin (* 28. März 1986 in Portage, Michigan) ist ein ehemaliger US-amerikanischer Eishockeyspieler, der im Verlauf seiner aktiven Karriere zwischen 2003 und 2017 unter anderem über 220 Spiele in der American Hockey League (AHL) auf der Position des rechten Flügelstürmers bestritten hat. Darüber hinaus absolvierte Rankin über 260 weitere Partien für die Toledo Walleye in der ECHL und war kurzzeitig für die Kölner Haie in der Deutschen Eishockey Liga (DEL) aktiv.

## Karriere
Rankin begann seine Karriere in der Saison 2003/04 bei den Lincoln Stars in der US-amerikanischen Juniorenliga United States Hockey League (USHL). Ab der Saison 2004/05 lief der Stürmer für vier Spielzeiten in der Universitätsmannschaft der University of Notre Dame in der Central Collegiate Hockey Association (CCHA), die wiederum in den Spielbetrieb der National Collegiate Athletic Association (NCAA) eingebunden war, auf.
Zur Saison 2008/09 wechselte der US-Amerikaner nach Abschluss seines Studiums in den Profibereich und damit zu den Rio Grande Valley Killer Bees in die Central Hockey League (CHL). In der darauffolgenden Spielzeit stand Rankin für die Toledo Walleye in der ECHL auf dem Eis. Aufgrund guter Offensivleistungen war er während der laufenden Saison sogar kurzzeitig im Rahmen eines Probevertrags an die Manitoba Moose in die höherklassige American Hockey League (AHL) ausgeliehen. Ähnlich gestaltete sich für Rankin auch die Saison 2010/11. Diesmal absolvierte er nach guten Leistungen in Toledo eine Ausleihe über zehn Spiele bei den Grand Rapids Griffins in der AHL. In der Saison 2011/12 bestritt Rankin 15 Spiele als Assistenzkapitän für Toledo, ehe er in die AHL zu den Rochester Americans wechselte. Zur Saison 2013/14 nahm Ligakonkurrent Syracuse Crunch den Rechtsschützen für ein Jahr unter Vertrag.
Im Sommer 2014 wechselte der Angreifer nach Europa und unterschrieb einen Einjahresvertrag bei den Kölner Haien aus der Deutschen Eishockey Liga (DEL). Dort konnte der Amerikaner die in ihn gesetzten Erwartungen in der Offensive innerhalb der laufenden Spielzeit nicht erfüllen und kehrte daher im Januar 2015 zu den Rochester Americans zurück. Dort beendete er die Saison und schloss sich im Sommer 2015 erneut den Toledo Walleye an. Durch Leihgeschäfte kam er im Verlauf des Spieljahres 2015/16 zu insgesamt 30 Einsätzen für die Lehigh Valley Phantoms, St. John’s IceCaps und Utica Comets in der AHL – den Großteil davon für die Phantoms. Nach einer weiteren Saison in der ECHL bei den Walleye beendete der 31-Jährige im Sommer 2017 seine Karriere.

## Erfolge und Auszeichnungen
- 2007 Mason-Cup-Gewinn mit der University of Notre Dame

## Karrierestatistik
(Legende zur Spielerstatistik: Sp oder GP = absolvierte Spiele; T oder G = erzielte Tore; V oder A = erzielte Assists; Pkt oder Pts = erzielte Scorerpunkte; SM oder PIM = erhaltene Strafminuten; +/− = Plus/Minus-Bilanz; PP = erzielte Überzahltore; SH = erzielte Unterzahltore; GW = erzielte Siegtore; 1 Play-downs/Relegation; Kursiv: Statistik nicht vollständig)